# Life Is Splendid
Life Is Splendid ist ein Jazzalbum von Sun Ra and His Solar Myth Arkestra. Die am 10. September 1972 auf dem Ann Arbor Blues and Jazz Festival in Ann Arbor, Michigan, entstandenen Aufnahmen erschienen als LP 1993 und als CD 1999 auf dem Label Total Energy.

## Hintergrund
John Sinclair, einer der Gründer der White Panther Party, war in Ann Arbor als Konzertveranstalter tätig. Bereits 1966 holte er für mehrere Konzerte Sun Ra mit seinem Arkestra nach Ann Arbor und Detroit. Ab 1972 veranstaltete er das Ann Arbor Blues & Jazz Festival, zu dem er Sun Ra wieder einlud, der in diesem Jahr auch auf dem Monterey Jazz Festival auftrat und im Kritikerpool des Down Beat als Talent, das eine weitere Beachtung verdiene, aufgeführt wurde.
Das Album Life Is Splendid ist der später veröffentlichte Mitschnitt vom ersten Auftritt des Sun Ra Arklestra auf dem Ann Arbor Blues & Jazz Festival. Das Album führt sechs Tracks auf der Hülle auf (bzw. neun, wenn man den einen mit dem Medley „Discipline 27-11/What Planet Is This?/Life Is Splendid/Immeasurable“ als vier separate Stücke zählt), aber es sei eigentlich eine durchgehende 37-minütige Performance von Ras „Space Is the Place“-Suite, meinte Richie Unterberger. Tatsächlich ist der Mitschnitt von diesem Festival unvollständig, wie John Sinclair als Co-Produzent in den Liner Notes feststellte: „Die Eröffnungsabschnitte sind nicht verfügbar, da erst nach einigen Minuten eine richtige Abmischung der Aufführung erzielt werden konnte.“
Das Album ist vollständig auf der 2011 veröffentlichten Doppel-CD Wake Up Angels enthalten, die die Auftritte von Sun Ra und seinem Arkestra beim Ann Arbor Blues & Jazz Festival von 1972 bis 1974 versammelt.

## Titelliste
- Sun Ra: Life Is Splendid (Total Energy NER 3026)[6]

1. Enlightenment (Hobart Dotson, Sun Ra)
2. Love In Outer Space
3. Space Is the Place
4. Discipline 27-11 / What Planet Is This? / Life Is Splendid / Immeasurable
5. Watusi
6. Outer Spaceways Incorporated

Wenn nicht anders vermerkt, stammen die Kompositionen von Sun Ra.

## Rezeption
Richard Cook und Brian Morton zeichneten das Album in The Penguin Guide to Jazz mit drei Sternen aus. Nach Ansicht von Hartmut Geerken und Chris Trent ist es das Problem von Life Is Splendid, dass der Auftritt nicht unterteilt, sondern als ein ununterbrochener Track dargeboten werde.
Richie Unterberger verlieh dem Album in Allmusic drei Sterne und schrieb, dies sei ein anständiges, energiegeladenes Stück der Art von Musik, die für Sun Ras Auftritte in dieser Zeit typisch war, und bewege sich hin und her von June Tysons bewegendem, beschwörendem Gesang zu freieren Instrumentalpassagen, die Sun Ras Orgel hervorheben. Diese Passagen würden, nicht unerwartet, immer freier in ihrem Spiel, bis sie an den Rand des Platzens schwanken und manchmal heulende Blechbläser, Sun Ras rasende „Weltraumorgel“ oder hämmernde Perkussion in den Vordergrund stellten. Die Klangqualität des Mitschnitts sei gut, auf jeden Fall besser (wie auch die Musik) als der Sun-Ra-Auftritt von 1973 beim Ann Arbor Blues & Jazz Festival, der bei Total Energy auf dem Album Outer Space Employment Agency veröffentlicht wurde.